# USS Clemson (DD-186)
Pour les autres navires du même nom, voir USS Clemson.
L'USS Clemson (DD-186/AVP-17/AVD-4/DD-186/APD-31) est un destroyer, navire de tête de sa classe mis en service dans l'United States Navy peu après la Grande guerre.
Baptisé en l'honneur du midshipman Henry A. Clemson (mort en mer à bord de l'USS Somers en 1846), le navire est mis sur cale le 11 mai 1918 au chantier naval Newport News Shipbuilding de la ville du même nom, dans l'État de Virginie (États-Unis). Parrainé par Mme M. C. Daniels ; il est lancé le 5 septembre 1918 et mis en service le 29 décembre 1919, sous le commandement du lieutenant commander G. C. Dichman.

## Historique

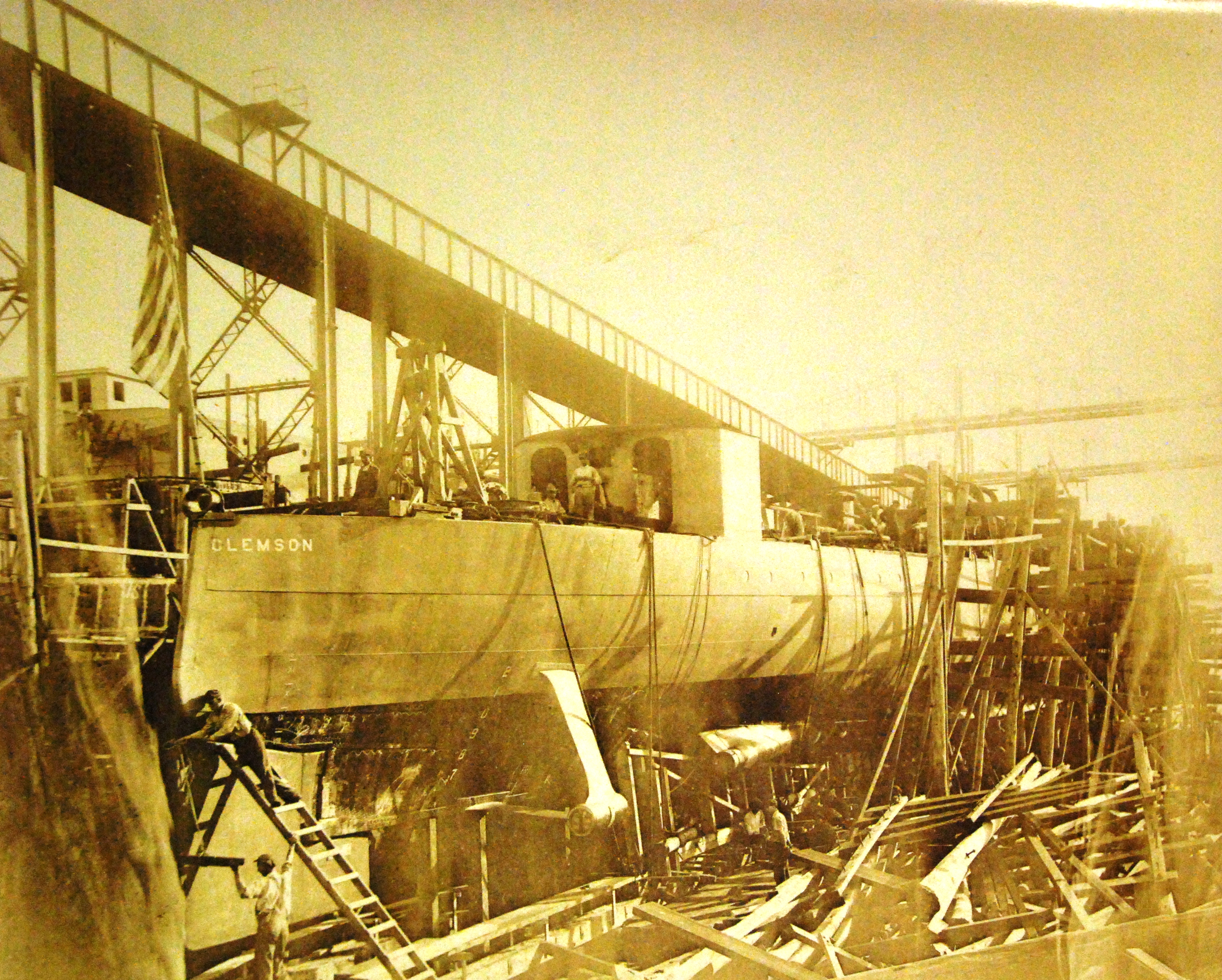
Lancement du Clemson en septembre 1918.

Après ses essais, le Clemson navigue dans les eaux de la côte Est et cubaines jusqu'à sa mise en réserve au Norfolk Naval Shipyard le 13 juin 1920. Il rejoint ensuite les chantiers navals de Charleston et de Philadelphie où il est désarmé le 30 juin 1922.

### Seconde Guerre mondiale

#### Théâtre Atlantique
Renommé AVP-17 le 15 novembre 1939 et converti en transport d'hydravions, le Clemson est remis en service le 12 juillet 1940. Le 6 août, il est à nouveau reclassé et devient AVD-4. Le 18 août, il rejoint la composante « Scouting Fleet » de l'Atlantic Fleet basé depuis la base navale de Norfolk. Du 29 août 1940 au 28 novembre 1941, il surveille des avions patrouilleurs dans les Caraïbes et aux îles Galapagos. Le Clemson rejoint ensuite le sud, arrivant à Recife, au Brésil, le 6 décembre. Opérant au large de la côte brésilienne jusqu'au 22 janvier 1942, il retourne dans les îles Galapagos et l'année suivante, sert de navette entre ce pays et les Caraïbes. Il retourne à Norfolk le 2 mars 1943, puis rejoint Charleston pour être reconverti en destroyer (il reprend le numéro de fanion DD-186 le 1er décembre 1943).
Le 30 mai 1943, le destroyer rejoint un Hunter-killer Group dirigé par le porte-avions d'escorte USS Bogue. Le Clemson effectue huit patrouilles avec ce groupe au cours duquel il coule huit sous-marins allemands, une contribution majeure à la victoire dans la bataille de l'Atlantique. Le 13 décembre, il contribue au naufrage de l'U-172 (26° 19′ N, 29° 58′ O), aidé par un TBF-1 Avenger du Bogue et des destroyers USS George E. Badger (en), USS Osmond Ingram (en) et USS Du Pont (en). Après une révision à New York au début de 1944, il escorte un convoi à destination de Casablanca entre le 25 janvier et 9 mars. Il est une fois de plus modifié, cette fois-ci en destroyer de transport au chantier naval de Charleston (reclassé APD-31 le 7 mars 1944).

#### Théâtre du Pacifique

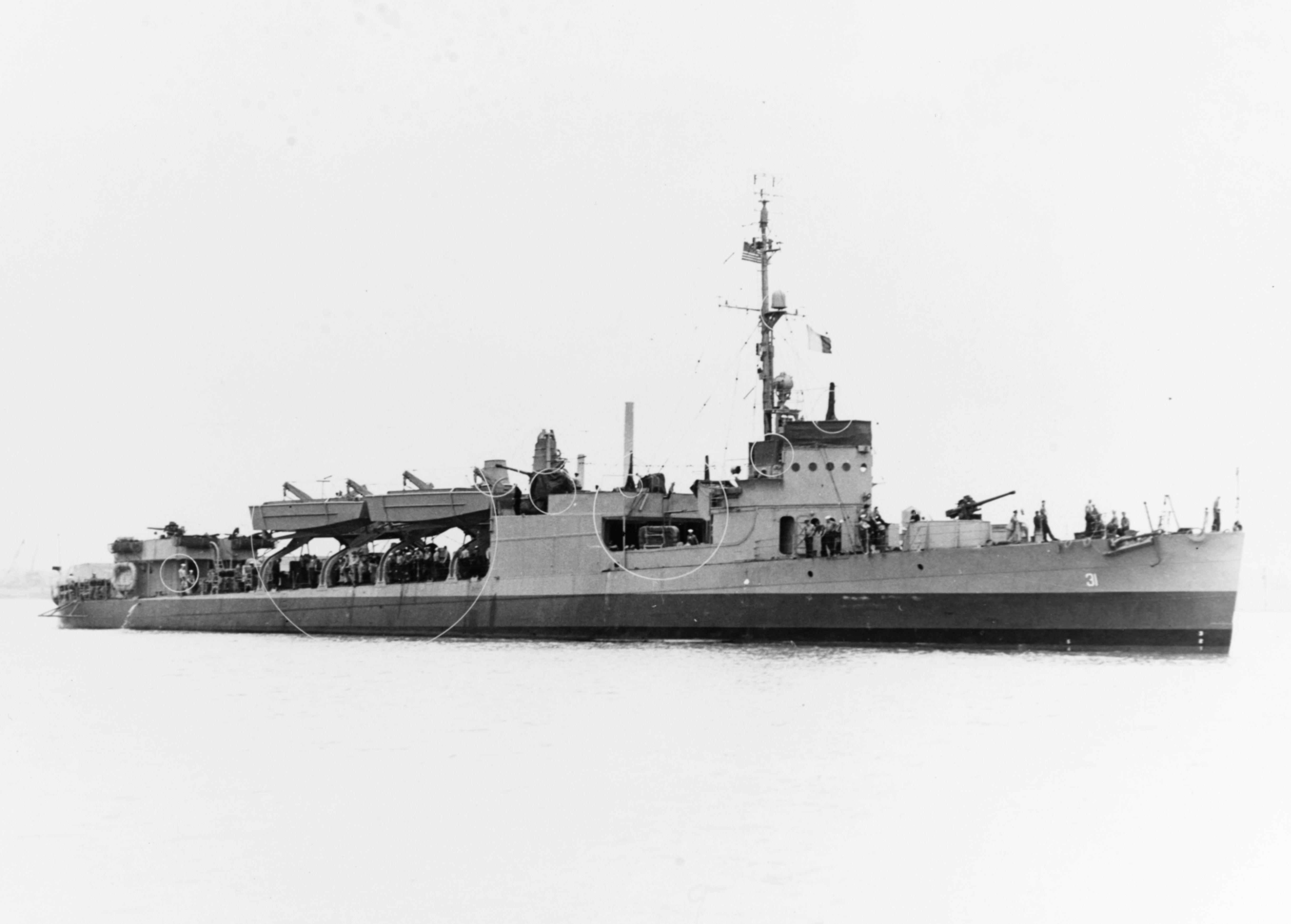
Le Clemson (APD-31) au chantier naval de Charleston le 21 avril 1944.

Appareillant de Charleston le 1er mai 1944, le navire rejoint Pearl Harbor le 24 mai et rejoint le groupe « Underwater Demolition Team 6 » (UDT 6). Il rejoint l'ouest en opérant avec l'UDT 6, participant aux préparations des plages pour les invasions de Saipan, Guam, Peleliu, Leyte et Luçon. Lors de l'invasion du golfe de Lingayen le 5 janvier 1945, il repousse une attaque aérienne japonaise. Le Clemson escorte ensuite des convois vers Ulithi, Saipan et Okinawa avant de retourner à San Pedro, en Californie, le 6 juillet. Renommé une nouvelle fois DD-186 le 17 juillet, il était encore en reconversion à la fin de la guerre. Il est retiré du service le 12 octobre 1945 et vendu pour démolition le 21 novembre 1946.
Sa cloche est exposée dans une propriété privée à Clemson, en Caroline du Sud.

## Décorations
Le Clemson a reçu la Presidential Unit Citation et neuf Battle stars pour son service dans la Seconde Guerre mondiale.

## Commandement
- Lieutenant commander John Perry Whitney du 12 juillet 1940 au 28 février 1942.
- William Mason Walsh du 28 février 1942 au 3 mars 1942.
- Captain John Perry Whitney du 3 mars 1942 au 22 avril 1942.
- William Mason Walsh du 22 avril 1942 au 9 février 1943.
- Evan White Yancey du 9 février 1943 au 3 septembre 1943.
- William Francis Moran du 3 septembre 1943 au 4 mars 1945.
- Arthur H. Hardy, Jr. du 4 mars 1945 au 21 septembre 1945.
- James Howard Robertson du 21 septembre 1945 au 12 octobre 1945.